# 爱德华·扎尔塔
爱德华·努里·扎尔塔（英語：Edward Nouri Zalta，/ˈzɔːltə/；1952年3月16日—），是史丹佛大学的语言与信息研究中心的一位学者。它的BA是1975年在萊斯大學获得的，哲學博士则是1980年在马萨诸塞大学阿默斯特分校获得的，二者的领域都是哲学。扎尔塔在史丹佛大學、萊斯大學、萨尔茨堡大学和奧克蘭大學有教职。他也是《史丹佛哲學百科全書》的总编辑。

## 研究
扎尔塔最著名的哲学立场来自亚历克修斯·迈农和恩斯特·马利即认为有很多客体并不实际存在。扎尔塔解释说，有些客体（日常的、具体的，比如桌子和椅子）“例示”了性质，而其他的东西（抽象客体，例如数字，圆的方形，完全由金子做成的山或其他的“不实际存在的客体”）只是把性质编码（Encode）了。  对于所有性质，都有且仅有一个对象把相应的那一个 性质的集合给编码了。 这就使得形式化的本体论得以存在。

### 引用
1. ↑  Tennant, Neil. . Zalta, Edward N.  (编).  Winter 2017. Stanford University: The Metaphysics Research Lab. 3 November 2017 [First published 21 August 2013]  [31 May 2018]. ISSN 1095-5054. （原始内容存档于2019-08-17）.
2. ↑  st-andrews.ac.uk 的存檔，存档日期2006-12-24.
3. ↑  Edward N. Zalta and Uri Nodelman, "A Logically Coherent Ante Rem Structuralism " （页面存档备份，存于）, "Ontological Dependence Workshop, University of Bristol, February 2011.
4. ↑  Linsky, B., and Zalta, E., 1995, "Naturalized Platonism vs. Platonized Naturalism", The Journal of Philosophy, 92(10): 525–555.
5. ↑  Anderson & Zalta 2004.
6. ↑  Zalta 1983，第xii頁.
7. ↑  .  Spring 2018. Stanford University: The Metaphysics Research Lab. 21 March 2018  [31 May 2018]. ISSN 1095-5054. （原始内容存档于2019-04-07）. Principal Editor: Edward N. Zalta, Senior Research Scholar, Center for the Study of Language and Information, Stanford University
8. ↑  Zalta 1983，第xi頁.
9. ↑  Zalta 1983，第33頁.
10. ↑  Zalta 1983，第36頁.
11. ↑  Zalta 1983，第35頁.